# قشلاق حاج امن
قشلاق حاج امن یک روستا در ایران است که در دهستان قشلاق شرقی واقع شده‌است. قشلاق حاج امن ۱۱۱ نفر جمعیت دارد.